# Pasternák Alfréd
Pasternák Alfréd (Tállya, 1930. szeptember 28. – Los Angeles, 2023. február 22.) szülész-nőgyógyász és orvostörténeti szakíró, a Magyar Tudományos Akadémia külső tagja.

## Életpályája
11 évesen családjával együtt auschwitzi koncentrációs táborba hurcolták. 1956 óta az Egyesült Államokban élt. Szülész-nőgyógyász specialistaként dolgozott többek között a Cedars-Sinai kórházban, utóbb a UCLA Orvosi Egyetem klinikai professzora volt.

## Díjai, elismerései
- Akadémiai Nívódíj, 2007
- Semmelweis-emlékérem, 1988
- USA Kongresszusának kitüntetése, 1978
- USA Kongresszusának kitüntetése, 1976
- Los Angeles Város kitüntetése, 1976
- Kalifornia Város kitüntetése, 1976

## Szervezeti tagságai
- Határon Túli Magyar Orvosok Bizottsága
- Haynal Imre Egészségtudományi Egyetem (díszdoktor)
- Magyar Nőorvos Társaság Archiválva 2013. szeptember 29-i dátummal a Wayback Machine-ben
- American College of Obstetricans and Gynecologists (fellow)

## Főbb művei
- Inhuman Research-Medical Experiments in German Concentracion Camps (Akadémiai Kiadó, 2006)
- Embertelen kutatás. Orvosi kísérletek a német koncentrációs táborokban; ford. Szelestey Dávid; Akadémiai, Bp., 2007